# 그랑바상

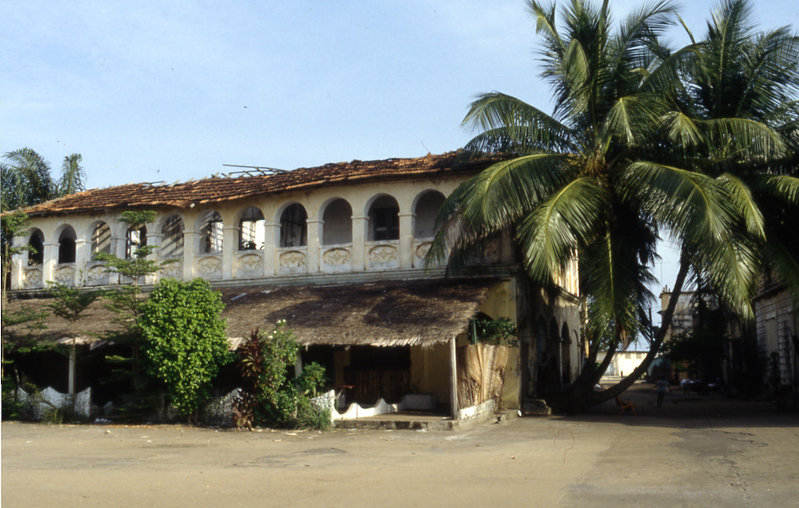
그랑바상의 콜로니얼 하우스

그랑바상(프랑스어: Grand-Bassam)은 코트디부아르 남부의 도시이다. 옛 수도인 아비장에서 동쪽에 떨어져 있으며, 기니 만 연안에 있다. 1893년부터 1896년까지 프랑스령 코트디부아르의 수도였지만, 황열병 유행에 따라 방제르빌로 천도되었다.
2012년에 그랑바상 역사지구(영어: Historic Town of Grand-Bassam, 프랑스어: Ville historique de Grand-Bassam)라는 이름으로 유네스코 세계유산에 등록되었다.